# Río Mga
El Mga (en ruso: Мга) es un río que discurre a través de los distritos (raión) de Kirovski y Tosnenski del Óblast de Leningrado en el noroeste de Rusia. El Mga es un afluente por su parte izquierda del río Nevá. Los asentamientos de tipo urbano de Mga y Pávlovo se encuentran en la orilla del río. La longitud del Mga es de 93 kilómetros y el área de su cuenca es de 754 kilómetros cuadrados. Sus principales afluentes son el Beryozovka (derecha) y el Voytolovka (izquierda).
Las fuentes del Mga se encuentra en los pantanos en la parte sureste del raión de Kírovski, al sur del asentamiento de Naziya. El río fluye hacia el suroeste, llega a la frontera entre los distritos de Kirovski y Tosnenski, gira hacia el noroeste y un tramo forma la frontera del raión. Al norte del pueblo de Yerzunovo, el Mga abandona la frontera del raión y regresa al raión de Kírovski. El río pasa por el asentamiento de tipo urbano de Mga y finalmente desemboca en el río Nevá en la parte oriental del asentamiento de tipo urbano de Pávlovo.
La cuenca de drenaje del Mga comprende áreas en la parte sureste del raión de Kirovski y en la parte oriental del raión de Tosnenski.
Durante la Segunda Guerra Mundial, la línea del frente pasaba a lo largo del Mga. Las trincheras y refugios derrumbados todavía son visibles en la orilla izquierda.

## Afluentes
(de la desembocadura a la fuente)    
- Voitolovka (izquierda, a 10 km de la desembocadura)
- Yurina (izquierda)
- Stony (derecha)
- Karbuselka (derecha)
- Piskunovka (derecha)
- Berezovka (derecha, a 48 km de la desembocadura)
- Strelkovsky (izquierda)
- Vyazemsky (derecha)
- Staroselsky (derecha)
- Dubok (derecha)